# مسرحية التركة
مسرحية التركة بجزأيها الأول والثاني ، مسرحية يمنية تعتبر من كلاسيكيات المسرح اليمني وأكثرها شهرة وإثارة للجدل، تدور أحداثها حول شخصية عبدالله بن أحمد بن علوان الشخصية المتلونة والتي ترمز إلى الشخصية السياسية اليمنية التي لا تستقر على مبدأ وتتقلب بتقلب الأوضاع في البلاد وتبحث عن مصلحتها الذاتية الصرفة.
رمزية العنوان التركة في الجزء الأول تشير إلى الإرث الثقيل الذي تركه الاستعمار، ليس ماديًا فحسب، بل فكريًا واجتماعيًا. أما في الجزء الثاني فالتركة هنا لم تعد مرتبطة بالاستعمار فقط، بل بالصراعات الداخلية والتدخلات الخارجية التي أعاقت بناء الدولة. وفي كلا الجزئين ظهرت شخصيات المسرحية عاكسة صراعات النخبة السياسية اليمنية وتأثيرها على الطبقة العاملة.
تُعتبر المسرحية من أوائل الأعمال التي مزجت بين التراث اليمني والأساليب المسرحية الحديثة، مما جعلها مرجعًا للحركات الفنية في اليمن.
مسرحية "التركة" بجزأيها ليست مجرد عمل فني، بل وثيقة تاريخية تعكس تحولات اليمن السياسية والاجتماعية عبر عقود. رغم التحديات، حافظت على حضورها عبر الذاكرة الشعبية والتسجيلات المسربة ، مما يؤكد دور الفن كسلاح مقاومة.

## السياق التاريخي
قام الأخوين عبدالله صالح مسيبلي وعلي صالح مسيبلي بالمشاركة في تأسيس وتطوير الحركة المسرحية خلال فترة الخمسينيات والستينيات. أسس عبدالله الفرقة العربية للمسرح والتمثيل في البريقة، عدن، بمشاركة شقيقه علي، الذي كان يؤلف المسرحيات. أصبحت الفرقة واحدة من أنجح الفرق المسرحية في اليمن، وكان من بين ممثليها شخصيات بارزة، مثل عبد الفتاح إسماعيل، الذي شارك في أحد عروضها أثناء عمله في شركة مصافي عدن.
مع استقلال جنوب اليمن عام 1967، صعد قحطان الشعبي إلى السلطة، وكان علي مسيبلي محسوبًا على تياره، ما أدى إلى تعيينه سفيرًا لليمن الجنوبي في الأمم المتحدة بنيويورك. لاحقًا، بعد سقوط قحطان الشعبي، اضطر علي إلى مغادرة منصبه والسفر إلى الإمارات، حيث استقر حتى وفاته. أما عبدالله، فترك نيويورك وعاد إلى عدن لمواصلة نشاطه المسرحي.
في تلك الفترة، كان المسرح مزدهرًا في عدن، حيث كانت الفرق المسرحية تقدم عروضًا متواصلة، بدعم من شخصيات سياسية مثل علي ناصر محمد، الذي شجع تأسيس فرقة المسرح العسكري. وفي هذا السياق، كتب الكاتب مسرحية "التركة"، لكنه لم يجد فرقة تمثلها في البداية، فقرر نشرها في كتاب عبر مؤسسة 14 أكتوبر. لاحقًا، طلب عبدالله المسيبلي تحويلها إلى عرض مسرحي، وأسند إخراجها إلى المسرحي العائد من الكويت أحمد سعيد الريدي.

## الجزء الأول

### القصة
تدور الأحداث حول صراع المجتمع اليمني مع بقايا الاستعمار، ممثلةً بشخصيات اللامبدأ والتي كانت تعمل مع قوات الاستعمار وتعمل على إفشال جهود التحرر. تبرز المسرحية تناقضات ما بعد الاستعمار، وكيف قفزت تلك الشخصيات إلى السلطة الجديدة ولبست لباس النضال ومقاومة الاستعمار وإلى الفساد الإداري والتبعية الاقتصادية الذي رافق ذلك عبر حوارات ساخرة ومشاهد تعكس واقع اليمنيين آنذاك ومدى قدرة المتلونين على إزاحة القوى الصادقة. أُنتج الجزء الأول من المسرحية في فترة ما بعد الاستقلال اليمني في جنوب اليمن ، تحديدا في عام 1981، حيث تناولت بشكل رمزي إرث الاستعمار البريطاني في عدن، وخاصةً في منطقة البريقة (مركز النشاط الاستعماري الاقتصادي). كُتبت المسرحية بواسطة سعيد عولقي وأخرجها أحمد سعيد الريدي بينما لعب دور البطولة الفنان عبد الله المسيبلي .  

### العرض
عُرضت المسرحية أول مرة في معرض المعارض بمدينة عدن عام 1981 وحققت نجاحًا جماهيريًا، لكنها لم تسجل ولاقت معارضة من قوى متنفذة.
بعد أحداث عدن عام 1986 دعت السلطة المنتصرة في تلك الأحداث طاقم المسرحية للعرض مجددا في المسرح الوطني بعدن سنة 1987 وسُجلت من قبل تلفزيون عدن. مستغلة السلطة آن ذاك أن المسرحية كانت باللهجة البدوية الأبينية وهي لهجة قادة القوى التي خسرت المعركة محاولة بذلك إسقاط أحداث المسرحية عليهم. ومع أن نهاية المسرحية في النسخة المصورة قد انتهت بانتصار الثورة، إلا أنها عرضت لمرة واحدة فقط وتم منعها بعد ذلك من البث التلفزيوني في كل من عدن وصنعاء بعد العرض الأول.
بسبب انتقادها المباشر للسلطات والفساد ولأنها صالحة لكل قوة فاسدة متنفذة أيا كان لونها أو عرقها أو لسان تخاطبها. ومع ذلك، انتشرت عبر التسجيلات المسربة، مما أكسبها شهرةً واسعةً كعمل مقاوم.

## الجزء الثاني

### القصة
في هذا الجزء تواصل شخصيات المسرحية ذاتها مسيرة حياتها بناء على التغيرات المفصلية التي حدثت في المجتمع اليمني بعد الوحدة واعتماد الديمقراطية والأحزاب في الحياة السياسية، وكيف استطاع عبدالله بن أحمد بن علوان التكيف مع التغيرات الجديدة ومحاولة تحقيق مصالحه بالسلطة و ركز هذا الجزء على تداعيات الحرب الأهلية وانقسام المجتمع اليمني في تسعينيات القرن الماضي، ولكنه أرمز إلى أن وضع السلطة في اليمن لم يتغير بتغير العناوين وأنه ذاته الواقع الفاسد غير القابل للإصلاح وكأن عبدالله بن أحمد بن علوان هو الشخصية المركزية في الحياة السياسية اليمنية مهما تغيرت الأسماء أو الألوان أو الأماكن، مستخدمًا نفس الأسلوب الساخر لنقد الواقع السياسي.

### العرض
أنتج الجزء الثاني عام 1991 للميلاد بعد توحيد شطري اليمن بعام، تحت عنوان "التركة الثانية"، من تأليف سعيد عولقي أيضًا، لكن الإخراج هذه المرة كان بواسطة قاسم عمر ، بينما استمر عبدالله المسيبلي في بطولتها. عُرضت على خشبة المسرح الوطني في عدن لمدة شهر كامل، وشاركت في مهرجانات مسرحية يمنية وعربية، وفازت بالجائزة الأولى في مهرجان صنعاء عام 1994 وسجلها تلفزيون صنعاء كاملة.  إلا أنه لاقى نفس مصير الجزء الأول من المسرحية ولم يعرض في التلفزيون اليمني بصنعاء وعدن، رغم نجاحه الجماهيري، وعزا مؤلف المسرحية ذلك للخطوط الحمراء التي وضعتها السلطة للأعمال الناقدة.

## الحديث عن إنتاج جزء ثالث للمسرحية
ذكر محمد الرخم أنه يجهز لإنتاج جزء ثالث للمسرحية لتغطي بقية الأحداث اليمنية حتى عام 2018. ولكن ذلك الجزء لم ير النور.